# Encyclop'aphid
 (juillet 2019).
Encyclop'aphid,,,, est une encyclopédie en ligne consacrée aux pucerons et à leurs ennemis naturels. Ce site web a été créé en 2006 par une équipe de chercheurs de l’Institut National de la Recherche Agronomique (INRA) de Rennes : l’équipe Ecologie et Génétique des Insectes (EGI) de l'Institut de Génétique, Environnement et Protection des plantes (IGEPP). Le site, traduit en anglais en 2018, comprend cinq sections principales : 
- Qu’est-ce qu’un puceron ?
- Pucerons et milieu
- Pucerons et agriculture
- Pucerons et recherche
- Espèces

## "Qu’est-ce qu’un puceron?"
« Qu’est-ce qu’un puceron » décrit la taxonomie et la morphologie des pucerons ainsi que différents aspects de leur biologie : modes de reproduction, cycles biologiques, dispersion et comportement alimentaire.

## "Pucerons et milieu"
« Pucerons et milieu » consacre une partie très importante aux ennemis naturels des pucerons comme les prédateurs, les parasitoïdes et hyperparasitoïdes et les champignons pathogènes d'insectes. Les interactions de type mutualistes avec les fourmis ou commensales avec des diptères sont également présentées.

## "Pucerons et agriculture"
« Pucerons et agriculture » décrit les principaux dégâts que les pucerons occasionnent aux plantes, arbres et arbustes cultivés : dégâts directs et transmission de maladies à virus. On y trouve également des clés d’identification des pucerons présents sur les différentes familles botaniques et une description des principaux moyens de lutte.

## "Pucerons et recherche"
« Pucerons et recherche » contient de brefs articles de synthèse sur des sujets d’actualité étudiés par des chercheurs de la communauté scientifique française et internationale. 

## "Espèces"
« Espèces » présente, sous forme de fiches, les caractéristiques morphologiques, biologiques et écologiques des principales espèces de pucerons ainsi que de leurs prédateurs et parasitoïdes. On y trouve aussi une fiche détaillée d’aide à l’identification pour la plupart des espèces de pucerons. 
Encyclop'Aphid dispose d'une photothèque et d'une vidéothèque illustrant différents comportements des pucerons et de leurs ennemis naturels. 